# Хоэнфельс (Штоках)
Хоэнфельс (нем. Hohenfels) — община в Германии, в земле Баден-Вюртемберг.
Подчиняется административному округу Фрайбург. Входит в состав района Констанц. Население составляет 2008 человек (на 31 декабря 2010 года). Занимает площадь 30,50 км².